# 庾敬休
庾敬休（？—835年），字順之。先祖為南陽新野人。唐憲宗至文宗時代官僚。父兵部郎中庾何。《元和姓纂》誤將其列作庾何之孫，稱其父為庾威。但兩者活躍時代之間僅相去三十年，且舊唐書中庾敬休為庾何之子。庾威則不詳何許人。敬休為宏詞科進士，從起居舍人遷禮部員外郎。元和十五年閏正月十三日，入翰林院為學士，至長慶元年十月二十一日出。升禮部郎中。一度遭罷黜，後又擔任兵部郎中、知制誥。工部侍郎、權知吏部選事，以户部侍郎守本官，兼鲁王李永傅，又任尚书左丞。文宗大和九年三月庚午卒，文宗為之廢朝一日。